# Pteroneta
Genre
Pteroneta est un genre d'araignées aranéomorphes de la famille des Clubionidae.

## Distribution
Les espèces de ce genre se rencontrent en Océanie, en Asie du Sud-Est et au Japon.

## Liste des espèces
Selon World Spider Catalog (version 17.5, 06/10/2016) :
- Pteroneta baiteta Versteirt, Deeleman-Reinhold & Baert, 2008
- Pteroneta brevichela Versteirt, Deeleman-Reinhold & Baert, 2008
- Pteroneta longichela Versteirt, Deeleman-Reinhold & Baert, 2008
- Pteroneta madangiensis Versteirt, Deeleman-Reinhold & Baert, 2008
- Pteroneta saltans Deeleman-Reinhold, 2001
- Pteroneta spinosa Raven & Stumkat, 2002
- Pteroneta tertia Deeleman-Reinhold, 2001
- Pteroneta ultramarina (Ono, 1989)

## Publication originale
- Deeleman-Reinhold, 2001 : Forest spiders of South East Asia: with a revision of the sac and ground spiders (Araneae: Clubionidae, Corinnidae, Liocranidae, Gnaphosidae, Prodidomidae and Trochanterriidae. Brill, Leiden, p. 1-591.